# Paul Maas
Paul Maas (Francoforte sul Meno, 18 novembre 1880 – Oxford, 15 luglio 1964) è stato un filologo classico e linguista tedesco.
È considerato uno dei più eminenti filologi classici del XX secolo, alla pari del suo maestro Ulrich von Wilamowitz-Moellendorff, e tra i più insigni teorici della filologia classica. Fu anche uno dei primi studiosi a occuparsi di letteratura e filologia bizantina.

## Biografia
Di religione ebraica, frequentò le scuole a Francoforte, Freiburg im Breisgau e Baden-Baden. Iniziò a studiare filologia classica presso l'Università di Berlino con Ulrich von Wilamowitz-Moellendorff. Si trasferì poi a Monaco di Baviera, dove frequentò l'Università Ludwig Maximilian, studiando letteratura bizantina con Karl Krumbacher. Nel 1910 iniziò a insegnare a Berlino, ma dovette smettere in seguito allo scoppio della prima guerra mondiale. Nel 1920, molti mesi dopo la fine della guerra, tornò a Berlino, dove fu nominato Professore Straordinario ed ebbe l'incarico di Filologia Bizantina. Nel 1930 passò, in qualità di Ordinario, alla Università di Königsberg.
Nel 1934, dopo la presa del potere nazista, fu espulso dalla sua sede per motivi politici e visse in ritiro fino a quando nel 1939, poco prima dell'inizio della seconda guerra mondiale, decise di emigrare a Oxford. Qui lavorò come consulente presso la Clarendon Press (ora Oxford University Press), e visse di collaborazioni prestigiose ma incerte e poco remunerative (fu autore, tra l'altro, dei supplementi al Liddell and Scott's Lexicon). Solo nel 1959 l'Università di Oxford gli riconobbe il dottorato onorario.
È seppellito nella sezione ebraica del Wolvercote Cemetery a Oxford. Molti dei libri a lui appartenuti furono acquistati nel 2000 dall'Università di Milano, su impulso di Luigi Lehnus; a partire dal 2005 sono catalogati e custoditi nella collezione della Biblioteca di Scienze dell'Antichità e Filologia Moderna del medesimo Ateneo.

## Attività di ricerca
Gli interessi di Maas spaziavano pressoché su tutti gli aspetti e i campi della filologia classica, in particolare greca: dalla metrica alla paleografia, dalla letteratura frammentaria (si occupò molto di Callimaco, che in quegli anni godeva di eccezionale fortuna grazie alle scoperte papiracee) alle teorie di critica del testo. 
Poco incline, a differenza della maggior parte dei suoi colleghi, alla produzione di edizioni critiche, fu invece attivissimo nella pubblicazione di articoli, saggi e note di lettura, più o meno estesi, che abbracciavano ogni aspetto della letteratura greca dall'antichità a Bisanzio. Curò le edizioni critiche di una raccolta di poesia liturgica bizantina (1910; 2ª ed. 1931), del trattato De pronominibus di Apollonio Discolo (1911) e, con Constantinos Trypanis, della poesia di Romano il Melode (vol. I, Oxford 1963; vol. II, Berlin 1970).
Scrisse di paleografia greca, di metrica (classica e bizantina), di critica letteraria, di critica testuale, occupandosi anche di papirologia (per esempio legò il proprio nome alla legge empirica in base alla quale, nei papiri, l'inizio della colonna di scrittura tende a spostarsi a sinistra mano a mano che lo scriba va a capo) e di trasmissione manoscritta di testi greci e latini nel medioevo, oltre a lasciare una cospicua mole di recensioni bibliografiche e appunti inediti. L'allievo Wolfgang Buchwald raccolse le Kleine Schriften di Maas in un poderoso volume di oltre 700 pagine.
Il campo in cui eccelse, probabilmente, fu l'emendazione. Maas riempiva i libri di annotazioni, rimandi, correzioni, riflessioni manoscritte. Un autore al quale dedicò molta attenzione fu Nonno di Panopoli, delle cui Dionisiache possedeva e annotò fittamente sia l'edizione di Arthur Ludwich (per la Bibliotheca Teubneriana, 1909-1911) che quella di Rudolf Keydell (per l'editore berlinese Weidmann, 1959). È stato ipotizzato che, di Nonno, Maas meditasse un'edizione critica mai realizzata.
È del 1927 la sua opera più celebre, la Textkritik ("La critica del testo"), che originariamente era solo un capitolo del primo volume della Einleitung in die Altertumswissenschaft ideata e diretta da Alfred Gercke ed Eduard Norden per i tipi lipsiensi della Teubner. Ancor oggi studiata, sulla scia del metodo lachmanniano formulava le definizioni di errore significativo, congiuntivo o separativo, che sono alla base della moderna filologia per la recensio dei testimoni ai fini dell'edizione critica dei testi soprattutto classici.
L'unico altro volume da lui curato, peraltro esile quanto la Textkritik e anch'esso nato nell'ambito del progetto di Gercke e Norden, fu la Griechische Metrik ("Metrica greca") (Leipzig 1923), poi tradotta in inglese da Sir Hugh Lloyd-Jones (Oxford 1962) e in italiano da Alfredo Ghiselli (Firenze 1979). Prima dell'esilio lavorò anche su una Byzantinische Metrik ("Metrica bizantina"), ma abbandonò il progetto e non lo riprese mai più negli anni inglesi.
Saltuariamente, si occupò anche di letteratura latina, tedesca e inglese.

## Opere principali
- Frühbyzantinische Kirchenpoesie, I. Anonyme Hymnen des V—VI Jahrhunderts, herausgegeben von Paul Maas, A. Marcus und W. Weber's Verlag, 1910; Zw. Aufl. Berlin, W. De Gruyter, 1931.
- Apollonius Discolus, De pronominibus. Pars generalis, edidit Paulus Maas provatim docens Berolini, Bonn, A. Marcus und W. Weber's Verlag, 1911.
- Textkritik, Leipzig, B.G. Teubner, 1927.
  - Critica del testo, Traduzione di Nello Martinelli, con presentazione di Giorgio Pasquali, Firenze, Le Monnier 1952; 3ª ed., con lo Sguardo retrospettivo 1956 e una nota di Luciano Canfora, 1972.
  - Elio Montanari, La critica del testo secondo Paul Maas: testo e commento, Firenze, SISMEL Edizioni del Galluzzo, 2003.
  - La critica del testo, Traduzione a cura di Giorgio Ziffer, Roma, Edizioni di storia e letteratura, 2017.
- Griechische Metrik, Leipzig, Teubner, 1923; 19272.
  - Greek metre, Oxford, Clarendon Press, 1962.
  - Metrica greca, traduzione e aggiornamenti di Alfredo Ghiselli, Firenze, F. Le Monnier, 1976.
- (con C.A. Trypanis) Romanus Melodus. Cantica genuina, Oxford, Clarendon Press, 1963.
- (con C.A. Trypanis) Sancti Romani Melodi Cantica. Cantica dubia, Berlin, De Gruyter, 1970.
- Kleine Schriften, herausgegeben von Wolfgang Buchwald, München, Beck, 1973.